# (10389) Robmanning
(10389) Robmanning (1997 LD) – planetoida z pasa głównego asteroid okrążająca Słońce w ciągu 3,41 lat w średniej odległości 2,26 j.a. Odkryta 1 czerwca 1997 roku.